# NGC 5452
NGC 5452 est une galaxie spirale intermédiaire située dans la constellation de la Petite Ourse. Sa vitesse par rapport au fond diffus cosmologique est de 2 079 ± 10 km/s, ce qui correspond à une distance de Hubble de 30,7 ± 2,2 Mpc (∼100 millions d'al). NGC 5452 a été découverte par l'astronome germano-britannique William Herschel en 1797.
L'image obtenue des données du relevé Pan-STARRS ne montre pas nettement une barre au centre de cette galaxie. La classification de spirale intermédiaire par les bases de données NASA/IPAC et HyperLeda semble mieux décrire cette galaxie que l'on pourrait même qualifier de spirale ordinaire.
La classe de luminosité de NGC 5452 est IV et elle présente une large raie HI. Aucune galaxie ne se trouve dans un rayon de 6 Mpc de NGC 5452. Il s'agit donc d'une galaxie du champ, c'est-à-dire qu'elle n'appartient pas à un amas ou un groupe et qu'elle est donc gravitationnellement isolée.
En raison d'une brillance de surface égale à 14,49 mag/am2, on peut qualifier NGC 5452 de galaxie à faible brillance de surface (LSB en anglais pour low surface brightness). Les galaxies LSB sont des galaxies diffuses (D) avec une brillance de surface inférieure de moins d'une magnitude à celle du ciel nocturne ambiant.
À ce jour, deux mesures non basées sur le décalage vers le rouge (redshift) donnent une distance de 33,050 ± 0,071 Mpc (∼108 millions d'al), ce qui est tout juste à l'extérieur des valeurs de la distance de Hubble.